# Reprezentacja Szwecji w hokeju na lodzie kobiet
Reprezentacja Szwecji w hokeju na lodzie kobiet – jedna z najlepszych drużyn świata w hokeju kobiecym. Obecnie znajduje się na czwartym miejscu w rankingu IIHF. Występowała dotychczas we wszystkich edycjach Mistrzostw Świata oraz w trzech dotychczas rozegranych turniejach olimpijskich. W rankingu IIHF zajmuje czwarte miejsce.
Kobieca reprezentacja Szwecji w hokeju na lodzie jest jedną z najbardziej utytułowanych zespołów w tym sporcie. W 2005 i 2007 roku Szwedki zdobyły brązowe medale mistrzostw świata, a ponadto pięć razy była piąta. W igrzyskach olimpijskich dwukrotnie stawały na podium. Najpierw w Salt Lake City znalazły się na trzecim miejscu, a w Turynie zdobyły srebrnym medal, zwyciężając w półfinale z Amerykankami 3:2, a w finale przegrywając z Kanadą 4:1. Zespół jest kontrolowany przez federację Svenska Ishockeyförbundet. W Szwecji zarejestrowanych jest 3633 zawodniczki.

## Starty w Mistrzostwach Świata
- 1990 – 3. miejsce
- 1992 – 3. miejsce
- 1994 – 5. miejsce
- 1997 – 5. miejsce
- 1999 – 4. miejsce
- 2000 – 4. miejsce
- 2001 – 7. miejsce
- 2003 – mistrzostwa nie odbyły się
- 2004 – 4. miejsce
- 2005 – 3. miejsce
- 2007 – 3. miejsce
- 2008 – 5. miejsce

## Starty w Igrzyskach Olimpijskich
- 1998 – 5. miejsce
- 2002 – 3. miejsce
- 2006 – 2. miejsce